# As-Safira
Đối với SIPRI, xem Viện nghiên cứu hòa bình quốc tế Stockholm.
Như-Safira (tiếng Ả Rập: السفيرة/ ALA-LC: as-Safīrah; Phương ngữ Aleppo: Sfīre) là một thành phố của Syria thuộc chính quyền của Tỉnh Aleppo. Đây là trung tâm hành chính của quận As-Safira. Vì Safīrah có độ cao 348 mét (1.142 ft) và dân số 106.382 Tính đến  năm 2007, làm cho nó trở thành thành phố lớn thứ 11 trên mỗi thực thể địa lý ở Syria. 

As-Safira là trung tâm hành chính của quận Nahiya as-Safira và quận As-Safira.

## Tên gọi
Nhà địa lý học thời trung cổ Yaqut al-Hamawi đánh vần tên Asfīrah  (أسفيرة), chứ không phải là Safira (tiếng Việt), chỉ ra rằng bài viết xác định trong chính tả hiện đại là kết quả của sự quá trớn.
As-Safira được biết đến trong thời kỳ tiền Hồi giáo là Sipri. Các nhà sử học  đã cho rằng cái tên Sipri có thể xuất phát từ từ Akkadian siparru có nghĩa là "đồng", có thể chỉ ra rằng đồng đã được khai thác và đồng được chế tác ở đó.

## Lịch sử
Từ thời xa xưa, thành phố này là điểm phân phối muối được thu thập từ Sabkhat al-Jabbul gần đó.
Gần đây, thị trấn trở thành trung tâm lớn của ngành công nghiệp quốc phòng Syria, nơi chứa một số nhà máy sản xuất đạn dược.

### Kết quả khảo cổ học
Hiệp ước Sfire I có thể chứa bằng chứng BCE thế kỷ thứ 8 về một vị thần được gọi là "Cao nhất ".

## Khí hậu
As-Safira có khí hậu bán khô lạnh (phân loại khí hậu Köppen: BSk). 
| Dữ liệu khí hậu của {{{location}}} | Dữ liệu khí hậu của {{{location}}} | Dữ liệu khí hậu của {{{location}}} | Dữ liệu khí hậu của {{{location}}} | Dữ liệu khí hậu của {{{location}}} | Dữ liệu khí hậu của {{{location}}} | Dữ liệu khí hậu của {{{location}}} | Dữ liệu khí hậu của {{{location}}} | Dữ liệu khí hậu của {{{location}}} | Dữ liệu khí hậu của {{{location}}} | Dữ liệu khí hậu của {{{location}}} | Dữ liệu khí hậu của {{{location}}} | Dữ liệu khí hậu của {{{location}}} | Dữ liệu khí hậu của {{{location}}} |
| Tháng                              | 1                                  | 2                                  | 3                                  | 4                                  | 5                                  | 6                                  | 7                                  | 8                                  | 9                                  | 10                                 | 11                                 | 12                                 | Năm                                |
| ---------------------------------- | ---------------------------------- | ---------------------------------- | ---------------------------------- | ---------------------------------- | ---------------------------------- | ---------------------------------- | ---------------------------------- | ---------------------------------- | ---------------------------------- | ---------------------------------- | ---------------------------------- | ---------------------------------- | ---------------------------------- |
| [ cần dẫn nguồn ]                  |                                    |                                    |                                    |                                    |                                    |                                    |                                    |                                    |                                    |                                    |                                    |                                    |                                    |